# Al Geiberger
Al Geiberger, född 1 september 1937 i Red Bluff, Kalifornien, är en amerikansk golfspelare.
Geiberger kallas Mr. 59 efter att 1977 ha gått på 13 slag under par under en runda i tävlingen Danny Thomas Memphis Classic på Colonial Golf Club. Det var den första rundan i den amerikanska PGA-tourens historia där en spelare gick under 60 slag. Under rundan gjorde han elva birdies och använde endast 23 puttar.
Geiberger blev professionell 1959. Han vann 11 tävlingar på PGA-touren och hans största merit är hans seger i majortävlingen PGA Championship 1966. Han deltog i det amerikanska Ryder Cup-laget 1967 och 1975. Sedan han kom med på Champions Tour 1987 hade han i oktober 2005 vunnit 10 tävlingar.
Geiberger blev stomiopererad efter en tarmsjukdom 1980 och efter det instiftade han tävlingen Mr. 59 tournament där överskottet går till Crohn’s and Colitis Foundation of America och Desert Junior Golf’s Matthew Geiberger Scholarship Fund.
Han är far till golfspelaren Brent Geiberger och tillsammans var de två de första far och son som vann samma tävling på PGA-touren, Chrysler Classic of Greensboro.
| Majorsegrare genom tiderna                                                                                      |           |              |            |                  |
| 200 olika spelare har vunnit i herrarnas majortävlingar. Al Geiberger var den 116:e spelaren som vann en major. |           |              |            |                  |
| 1:a | 115:e     | 116:e        | 117:e      | 200:e            |
| Willie Park Sr                                                                                                  | Dave Marr | Al Geiberger | Gay Brewer | Louis Oosthuizen |
| Lista över golfens majorsegrare                                                                                 |           |              |            |                  |